# Natalia Buzunova
Natalia Buzunova, född den 4 mars 1958, är en sovjetisk landhockeyspelare.
Hon tog OS-brons i damernas landhockeyturnering i samband med de olympiska landhockeytävlingarna 1980 i Moskva.